# Михаил Спинелис
Михаил Спинелис (Атина, 26. март 1953) је грчки дипломата бивши амбасадор Грчке у Русији од 2009. године.
Некадашњи је амбасадор Грчке у Савезној Републици Југославији и Србији и Црној Гори од 2000. до 2005. Пре тога је био отправник послова грчке амбасаде у Београду од 1993. до 1996.